# والتر بورثويك
والتر بورثويك (بالإنجليزية: Walter Borthwick)‏ هو مدرب كرة قدم ولاعب كرة قدم بريطاني في مركز الوسط، ولد في 4 أبريل 1948 في إدنبرة في المملكة المتحدة، وتوفي في 24 أبريل 2021. لعب مع برايتون أند هوف ألبيون ودونفرملين أثلتيك وسانت جونستون ونادي إيست فيف ونادي سانت ميرين ونادي غرينوك مورتون.